# دنیس بوث
دنیس بوث (انگلیسی: Dennis Booth؛ زادهٔ ۹ آوریل ۱۹۴۹) بازیکن فوتبال اهل بریتانیا است.
از باشگاه‌هایی که در آن بازی کرده‌است می‌توان به باشگاه فوتبال چارلتون اتلتیک، باشگاه فوتبال هال سیتی، باشگاه فوتبال ساوتند یونایتد، باشگاه فوتبال بلکپول، باشگاه فوتبال لینکولن سیتی و باشگاه فوتبال واتفورد اشاره کرد.